# Liste der zyprischen Abgeordneten zum EU-Parlament (2024–2029)
Die Liste der zyprischen Abgeordneten zum EU-Parlament (2024–2029) listet alle zyprischen Mitglieder des 10. Europäischen Parlaments nach der Europawahl in der Republik Zypern 2024 auf.

## Aktuelle Mandatsstärke der Parteien
- GUE/NGL: 1
- S&D: 1
- NI: 1
- EVP: 2
- EKR: 1

| Nationale Partei                          | Mandate | Fraktion                                                                               |
| ----------------------------------------- | ------- | -------------------------------------------------------------------------------------- |
| Dimokratikos Synagermos (DISY)            | 02      | Fraktion der Europäischen Volkspartei (EVP)                                            |
| Anorthotiko Komma Ergazomenou Laou (AKEL) | 01      | Die Linke im Europäischen Parlament – GUE/NGL                                          |
| Ethniko Laiko Metopo (ELAM)               | 01      | Europäische Konservative und Reformer (EKR)                                            |
| Dimokratiko Komma (DIKO)                  | 01      | Fraktion der Progressiven Allianz der Sozialdemokraten im Europäischen Parlament (S&D) |
| Unabhängige                               | 01      | fraktionslos                                                                           |
| SUMME                                     | 06      |                                                                                        |

## Abgeordnete
| Bild | Name                   | geb. | MEP seit      | Partei     | Fraktion | Kommentar |
| ---- | ---------------------- | ---- | ------------- | ---------- | -------- | --------- |
|      | Loukas Fourlas         | 1969 | 2. Juli 2019  | DISY       | EVP      |           |
|      | Geadis Geadi           | 1984 | 16. Juli 2024 | ELAM       | EKR      |           |
|      | Giorgos Georgiou       | 1963 | 2. Juli 2019  | AKEL       | GUE/NGL  |           |
|      | Michalis Hatzipantelas | 1974 | 16. Juli 2024 | DISY       | EVP      |           |
|      | Kostas Mavridis        | 1962 | 1. Juli 2014  | DIKO       | S&D      |           |
|      | Fidias Panayiotou      | 2000 | 16. Juli 2024 | Unabhängig | NI       |           |